# Liste des personnages des Loonatics
Cet article regroupe les personnages de la série d'animation Les Loonatics.

## Les Loonatics
Les Loonatics sont les personnages principaux. Le contact avec les radiations causées par l'impact d'une météorite sur Acmetropolis leur a conféré à chacun des super-pouvoirs propres.
Chaque membre des Loonatics est un lointain descendant d'un Looney Tune célèbre :

### Ace Bunny

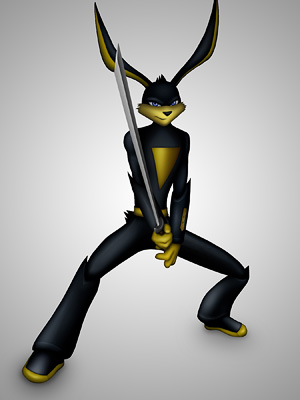
Interprétation d'Ace Bunny.

Ace Bunny est le trois fois arrière-petit-fils de Bugs Bunny. (Son prénom original Buzz a été modifié en raison d'un problème de copyright.) Avant d'obtenir ses pouvoirs, il était cascadeur pour les films d'action. Désormais, il dirige les Loonatics et porte un uniforme noir et jaune. Comme son ancêtre, il prend un certain plaisir à jouer avec ses ennemis avant de les vaincres, mais il se montre sérieux en cas de besoin. Dans l'épisode Un vent de folie, il ne manquera pas de rappeler des souvenirs à une grand-mère qui dira alors à sa petite-fille : « J'ai connu son arrière-arrière-arrière-grand-père. »
- Pouvoirs : Il possède une vision infrarouge et un rayon optique. C'est aussi un expert dans le maniement des armes, notamment le sabre.

- Voix : Charlie Schlatter (VF : Yoann Sover)

### Lexi Bunny

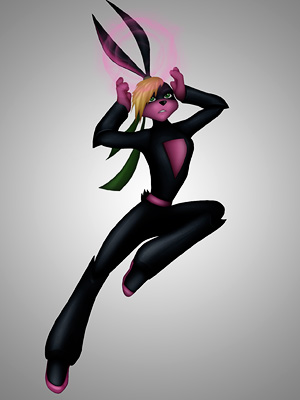
Interprétation de Lexi Bunny.

Lexi Bunny est la trois fois arrière-petite-fille de Lola Bunny.  Elle était Pom-pom Girl avant d'acquérir ses pouvoirs.
- Pouvoirs : Elle possède une ouïe ultra-fine et peut projeter des attaques mentales. Comme Ace Bunny, c'est une combattante agile. Vers un certain stade de la série, elle obtient aussi le pouvoir de contrôler les plantes

- Voix : Jessica Di Cicco (VF : Fily Keita)

### Danger Duck

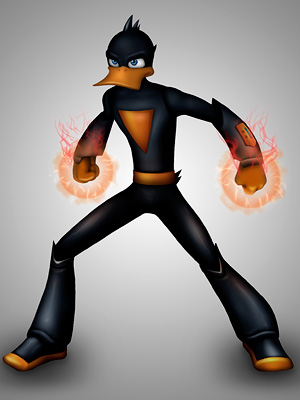
Interprétation de Danger Duck.

Danger Duck est le trois fois arrière-petit-fils de Daffy Duck. Véritable anti-héros comme ce dernier, il est vantard, égoïste, assez peureux et opportuniste; il sut néanmoins prouver plusieurs fois sa valeur. Avant de devenir un super-héros, il était laveur de piscine.
- Pouvoirs : Il peut projeter des boules d'énergie aléatoires (la matière composante de chaque sphères diverge à chaque utilisation), se téléporter (Téléportation) et maitriser l'eau grâce à l'Aqua Dance (Hydrokinésie).

- Voix : Jason Marsden (VF : Emmanuel Garijo)

### Slam Taz

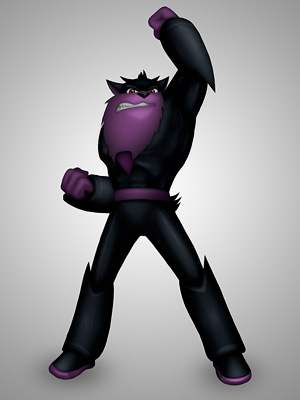
Interprétation de Slam Taz.

Slam « Taz » Tasmanian est le trois fois arrière-petit-fils de Taz. Comme son ancêtre, il a tendance à s'exprimer dans un charabia difficilement compréhensible et possède une intelligence plutôt limitée. Il dévore facilement la nourriture de tout un buffet à lui seul. Avant l'impact, il était champion de Catch.
- Pouvoirs : Il possède une force surhumaine, peut tourner en mini-tornade dévastatrice et projeter des attaques électriques grâce à ses mains.

- Voix : Kevin Michael Richardson (VF : Emmanuel Garijo)

### Tech E. Coyote

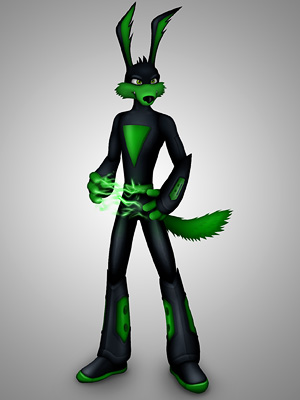
Interprétation de Tech E. Coyote.

Tech E. Coyote est le trois fois arrière-petit-fils de Vil Coyote. Il joue au sein du groupe le rôle de scientifique, fabriquant la majorité des gadgets et fournissant des explications scientifiques dans la mesure où cela est possible. Contrairement à ce que l'on pourrait croire du fait des conflits perpétuels entre leurs ancêtres respectifs, il est en très bon termes avec Rev Runner. Il est végétarien. Avant la chute de l'Astéroïde, il était scientifique.
- Pouvoirs : Outre son génie scientifique, il possède un pouvoir de maitrise magnétique et une faculté de régénération moléculaire. Il n'est cependant pas indestructible, et encore moins insensible à la douleur.

- Voix : Kevin Michael Richardson (VF : Guillaume Lebon)

### Rev Runner

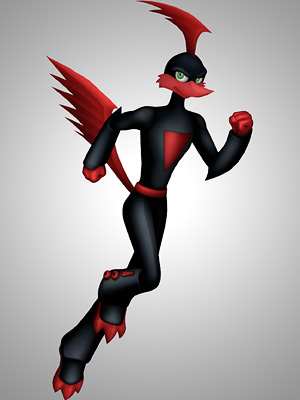
Interprétation de Rev Runner.

Rev Runner est le trois fois arrière-petit-fils de Bip Bip. Lorsqu'il a beaucoup de choses à dire il parle aussi vite qu'il court, ce qui le rend parfois difficile à comprendre. Contrairement à ce que l'on pourrait croire du fait des conflits perpétuels entre leurs ancêtres respectifs, il est en très bon termes avec Tech E. Coyote. Avant la collision, il était livreur de sandwich.
- Pouvoirs : Il peut voler, se déplace à une vitesse supersonique et possède un sixième sens.

- Voix : Rob Paulsen (VF : Sébastien Desjours)

## Alliés
- Zadavia
- Dr Fidel Chroniker

## Autres descendants possibles
- Mr  Leghorn est le trois fois arrière-petit-fils de Charlie le coq.
- Ophiuchus Sam est le trois fois arrière-petit-fils de Sam le Pirate.
- Electro Fudd est le trois fois arrière-petit-fils d'Elmer Fudd
- Pierre Le Pew est le trois fois arrière-petit-fils de Pépé le putois. Comme son ancêtre, il se distingue par une odeur marquée et un accent français.
- Gorlop est le trois fois arrière-petit-fils de Gossamer.
- Le Tweetum royal est le trois fois arrière-petit-fils de Titi.
- Queen Grannicus est la trois fois arrière-petite-fille de Mémé.
- Sylth Vestre est le trois fois arrière-petit-fils de Sylvestre.
- Stoney et Bugsy sont les trois fois arrière-petits-fils de Rocky et Mugsy.
- Pinktser Pig est le trois fois arrière-petit-fils de Porky Pig.
- Melvin le Martien est le trois fois arrière-petit-fils de Marvin le Martien.